# Estadi Municipal de Butarque
L'Estadi Municipal de Butarque és un estadi de futbol de la ciutat de Leganés, a la Comunitat de Madrid. És propietat de l'Ajuntament de la ciutat i és on hi disputa els seus partits com a local el Club Deportivo Leganés. Té capacitat per a 10.958 espectadors.

## Història i característiques
L'estadi es va construir per substituir l'antic camp Luis Rodríguez de Miguel, en els terrenys del qual es va construir la Plaça Major de Leganés. La construcció va anar a càrrec de l'empresa ACS, i fou Y. León l'estudi d'arquitectura encarregat del projecte adjudicat mitjançant concurs públic. El nom de l'estadi prové de la patrona de la ciutat, la Mare de Déu de Butarque.
La seva capacitat original va ser de 8138 espectadors, i es va inaugurar el 14 de febrer de 1998 amb un partit de segona divisió entre el CD Leganés i el Xerez Club Deportivo (1:1, el primer gol el va fer Fernando Román per part dels azulinos. Julián Ronda faria l'empat per a l'equip local).
Després de les successives obres d'ampliació, Butarque pot albergar 13089 espectadors. La distribució és la següent: Grada Tribuna 3.652, Grada Lateral 2.922, Fons nord 2.940 i Fons sud 2.940. Té una tribuna coberta per als espectadors, mentre que la resta (lateral i fons) no tenen sostre i estan descobertes. Al mateix estadi hi ha les oficines centrals de l'equip, la sala de premsa i la botiga del club.
Des de novembre de 2014 compta amb un videomarcador de 7x3 m, situat al lateral, i des d'agost del 2018 amb un panell electrònic sobre el túnel de vestidors.
Als terrenys pertanyents a l'estadi hi ha també un camp d'herba artificial, situat davant del camp principal, (Jesús Polo) en què juguen els seus partits el CD Leganés B i les seccions inferiors de l'equip. A més, està projectada la construcció d'una residència de jugadors i una escola per al planter.
A banda de partits de futbol, el camp ha albergat edicions del Festimad i concerts musicals.